# Мпопхомени
Мпопхомени (англ. Mpophomeni) — город на востоке Южно-Африканской Республики, на территории провинции Квазулу-Натал. Входит в состав района Умгунгундлову.

## Географическое положение
Город находится на юге центральной части провинции, к югу от водохранилища Мидмар-Дам, на расстоянии приблизительно 15 километров к северо-западу от административного центра провинции Питермарицбурга. Абсолютная высота — 1347 метров над уровнем моря.

## Население
По данным официальной переписи 2001 года, население составляло 21 139 человек, из которых мужчины составляли 46,44 %, женщины — соответственно 53,56 %. Негры составляли 99,72 % от населения города; цветные — 0,2 %; белые — 0,09 %. Язык большинства населения (97,64 %) — зулу.
Динамика численности населения города по годам:
| 1985  | 1991   | 1996   | 2001   | 2013   |
| ----- | ------ | ------ | ------ | ------ |
| 9 251 | 15 694 | 17 667 | 21 139 | 37 880 |